# 番薯
番薯（學名：Ipomoea batatas），亦稱地瓜、甘薯、甜薯、番芋、山芋、山药、苕等，为旋花科番薯属的一种常见一年生或多年生植物。
番薯原产于南美洲的热带地区，哥伦布大交换后传播到欧洲，又通过殖民等路径传入世界各地。
番薯的地下块根硕大、味甜、富含淀粉，在历史上常扮演救济饥荒、提供粮食安全的角色，是世界主要主食作物之一。“番薯”一词也单指其块根，根据皮、肉颜色可称红薯（红苕、朱薯）、紫薯、白薯等。番薯的嫩茎叶也可作蔬菜食用。

## 名称
在部分语言中，番薯的名称来自于薯蓣、芋艿等地下块茎可供食用的植物。中国古代及现今部分地区用“薯”（或写作“藷”或）称呼薯蕷科植物，由外国传入的番薯因而被称为“番薯”（“番”或寫作“蕃”）、“洋苕”等。日本将番薯称为“／”，因其从萨摩藩传入。在部分地区，人们会用同一个名称来称呼番薯和山药，例如中国河北等地方言并称两者为“山药”，而美国南部并称两者为“yam”。
在全球范围内，番薯的名称根据语源主要可分为三类，且均来自美洲原住民语言。第一种为batata类，来自美洲的阿拉瓦克語言，常见于由葡萄牙殖民者引入番薯的地方，例如阿根廷、哥伦比亚、委内瑞拉、波多黎各和多米尼加共和国；番薯學名的種加詞（batatas）也由此得名。第二种为camote类，来自美洲納瓦特爾語中的“camotli”，常见于由西班牙殖民者引入番薯的地方，如墨西哥、玻利维亚、秘鲁、智利、中美洲以及菲律宾。第三种为kuumala类，流行于波利尼西亚等太平洋岛屿原住民，该叫法被认为取自秘鲁和玻利维亚部分地区所用的克丘亚语变体中的词汇（khumara、kumar），一些学者怀疑该词来自美洲原住民早在欧洲殖民者前到达前与太平洋岛屿原住民所发生的跨大洋接触。

## 形态
番薯为一年生或多年生草质藤本植物。地下部分有块根，形状、皮色、肉色因品种或土壤不同而异。茎生不定根，匍匐地面。叶片的形状、色泽因品种不同而异，通常为宽卵形或卵状心形，长5至12厘米，基部心形或近于平截，顶端渐尖，全缘或具缺裂；叶柄长2.5至20厘米。聚伞花序腋生，有1、3、7朵花组成伞状，花序梗长2至10.5厘米；苞片披针形，长2至4毫米，顶端芒尖或骤尖；花梗长2-10毫米；萼片长圆形，顶端骤然成芒尖状；花冠粉红、白、淡紫或紫色，钟状或漏斗状，长3至4厘米，无毛；雄蕊及花柱内藏。开花习性随品种和生长条件而不同。蒴果卵形或扁圆形。种子1至4粒，通常2粒，无毛。:166

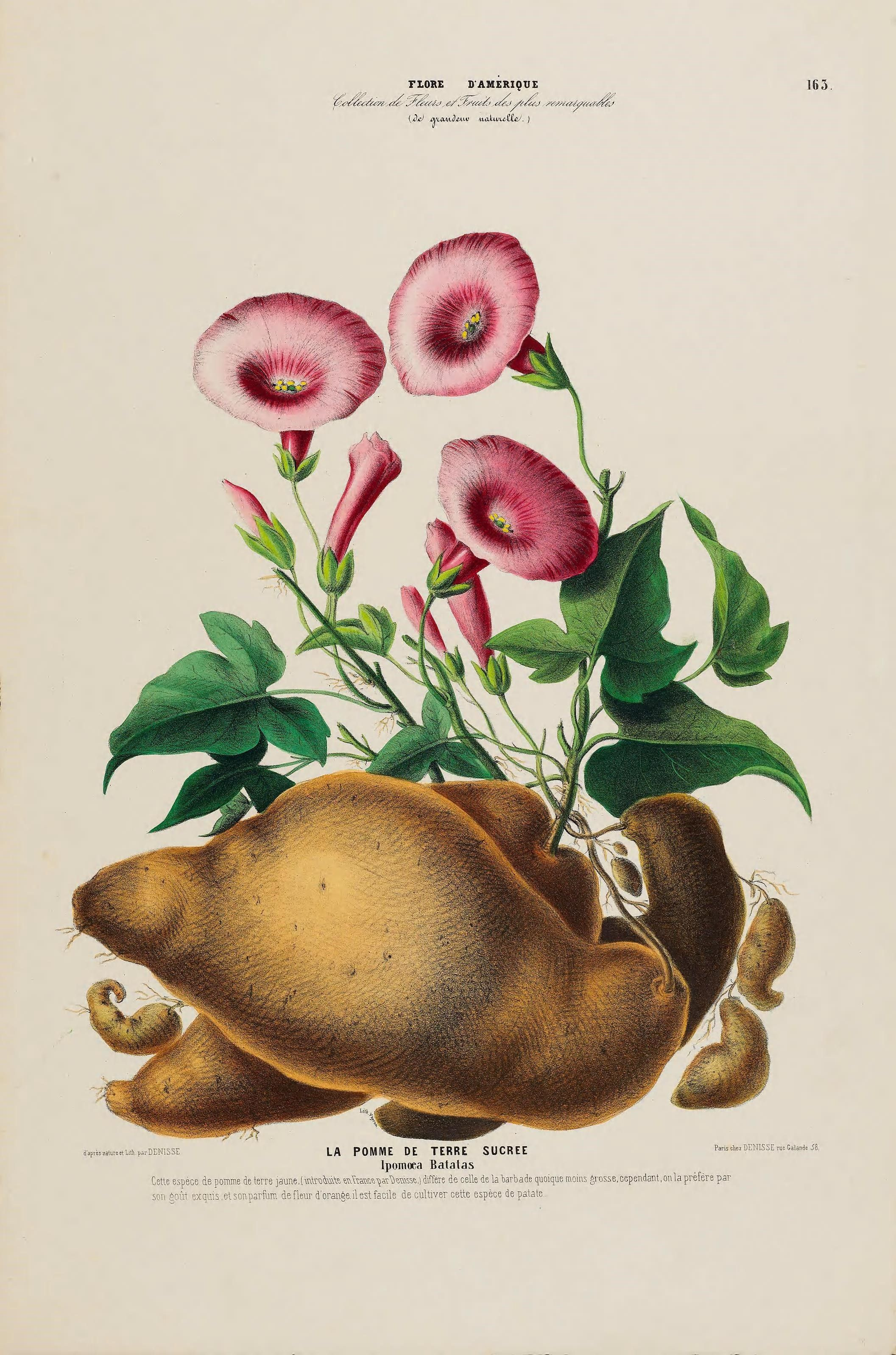
番薯植物绘图
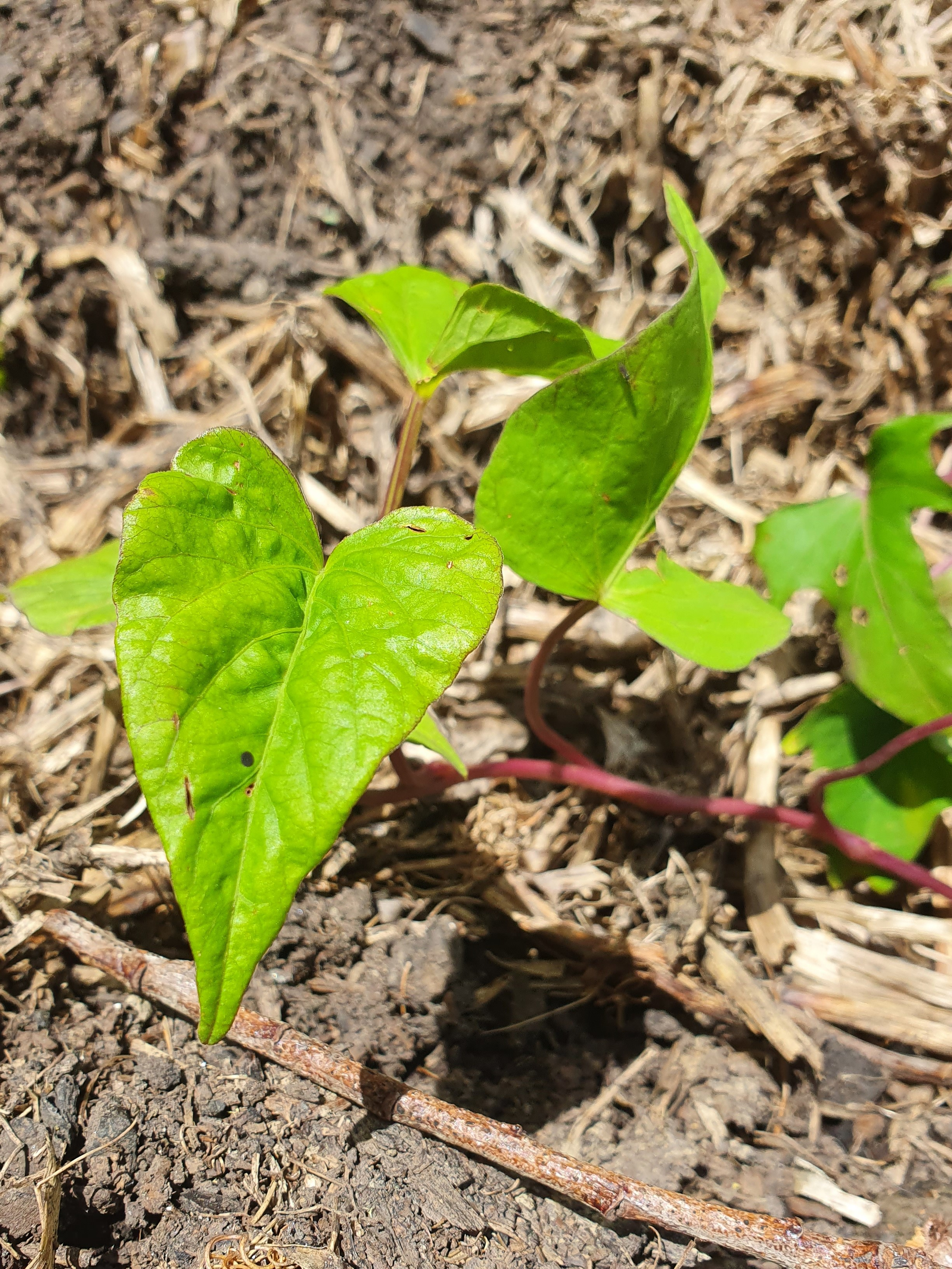
番薯葉
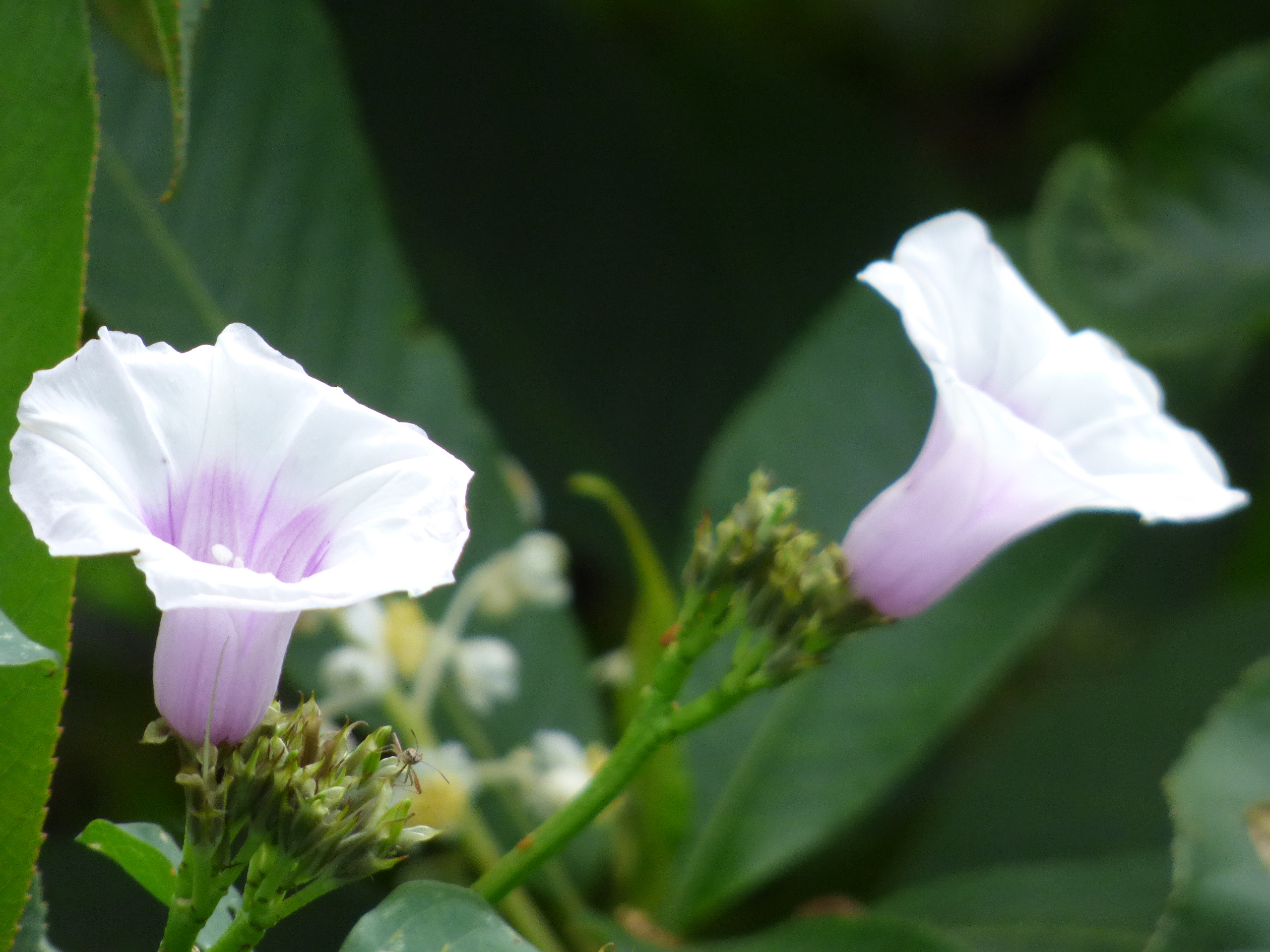
番薯花
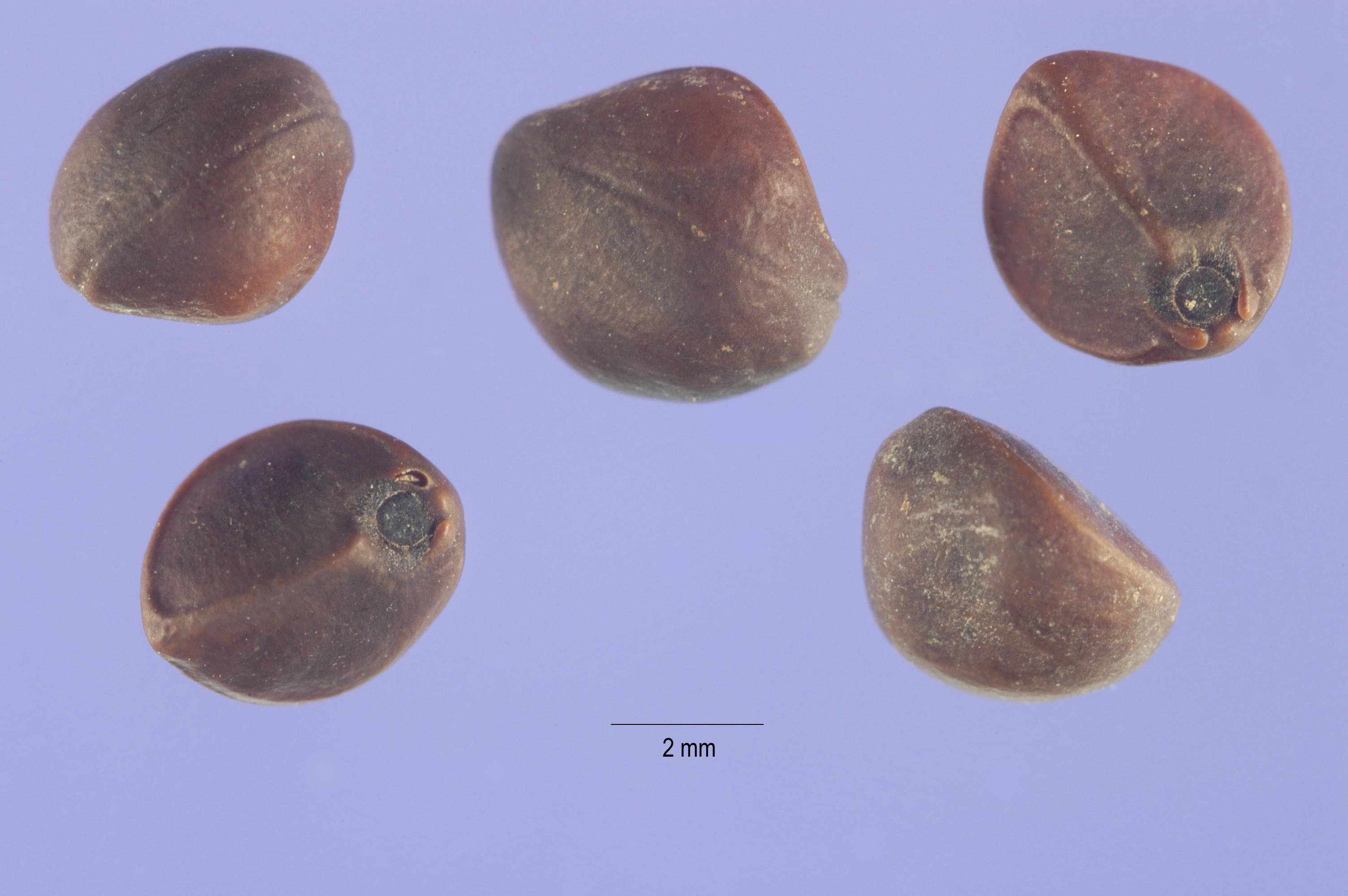
番薯种子
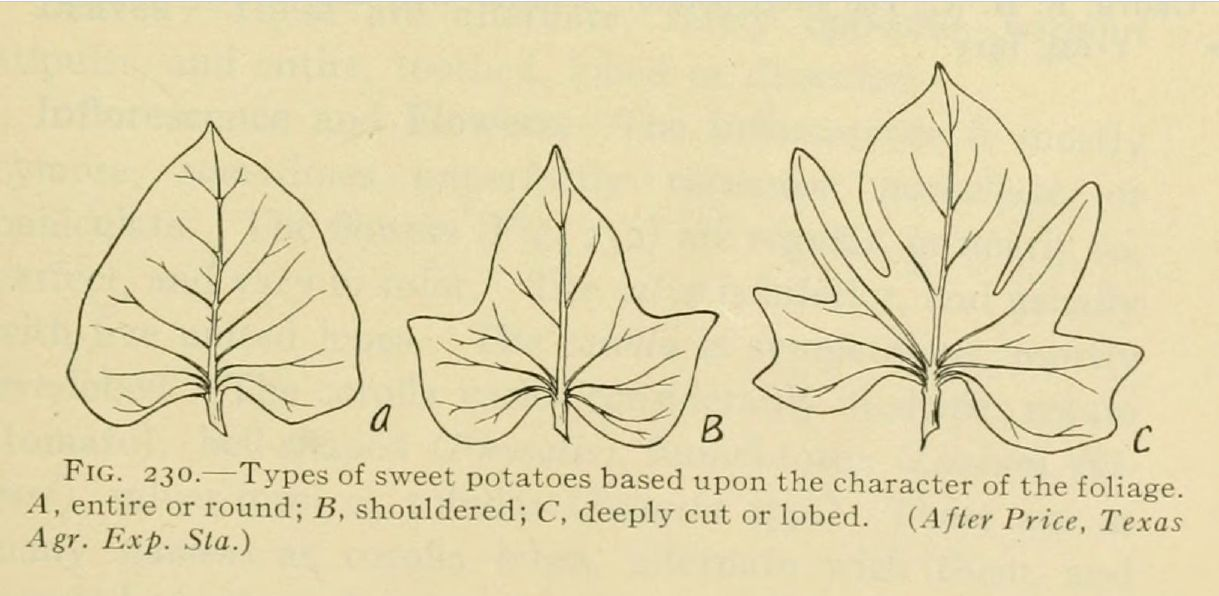
番薯叶的不同形态
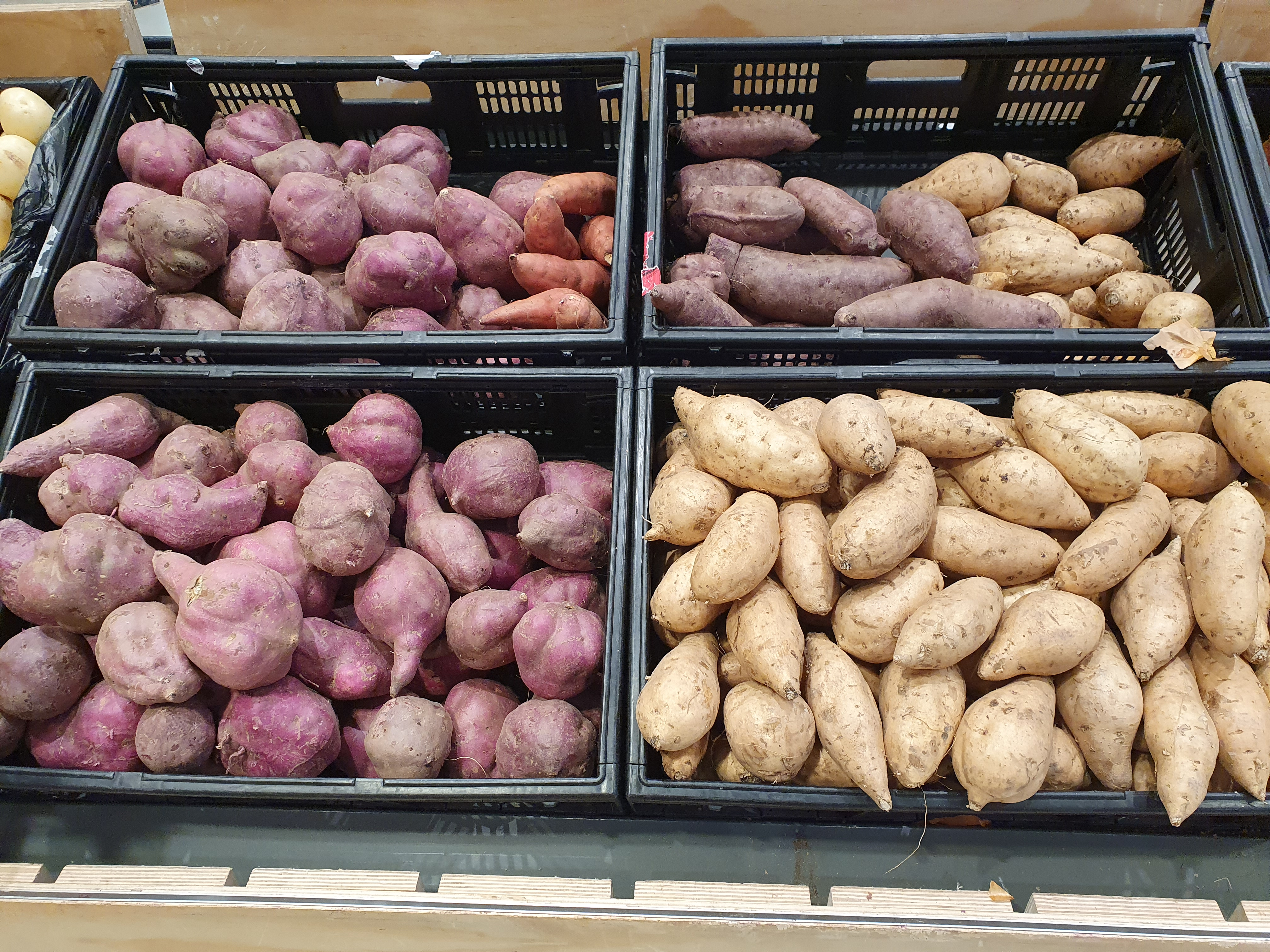
番薯块根的不同样态

## 历史和现状
番薯是一种六倍体物种，是一种二倍体和另一种四倍体杂交产生的异源多倍体。三裂薯（Ipomoea trifida）是已知的番薯最近的二倍体亲属，很可能是番薯的二倍体祖先的直系后代。厄瓜多尔薯（Ipomoea aequatoriensis）则是已知的番薯最近的四倍体亲属，很可能是番薯的四倍体祖先的直系后代。三裂薯分布于加勒比海地区，厄瓜多尔薯分布于太平洋沿岸的厄瓜多尔和哥伦比亚，两个种群在何时何地、如何接触并发生杂交，细节仍不得而知。
秘鲁奇尔卡区的考古证据表明，人类食用番薯块根的历史可以追溯到公元前8000年，但无从确认当时人类食用的是野生的还是栽培的番薯。可确信的人类驯化番薯的最早時間可以追溯到公元前2000年前后，在秘鲁卡斯馬河谷的考古遗址中发现了相关证据。
番薯首先从热带美洲传播到南太平洋。在庫克群島，发现了公元1000年前后留下的烧焦的番薯。一种观点认为，在人类之前，番薯就在风、水或鸟类的帮助下长距离传播到了玻里尼西亞。另一种观点认为，番薯是通过波利尼西亚人的航行传播到各个岛屿上的。总之，在哥伦布發現新大陸之前，番薯就已经被引入波利尼西亚，成为一些岛屿的重要经济组成部分，并进一步传播至密克罗尼西亚和美拉尼西亚。
15世纪末，哥伦布发现美洲新大陆之后，番薯被引入欧洲，进而传播到世界各地。葡萄牙人将番薯带去了印度果阿，澳门，印度尼西亚的安汶、帝汶、摩鹿加群岛，以及非洲沿海等地。西班牙人将番薯传播至墨西哥太平洋沿岸，以及西太平洋的菲律宾等地。16世纪末，番薯通过印度—缅甸—云南、越南—广东、菲律宾—福建等多条路径传入中国。其中，万历二十一年（1593年）福州长乐县华侨陈振龙将番薯从菲律宾带回中国后，得到福建巡抚金學曾的大力推广，以解决当地的饥荒，产生了较大的影响力。在福建移民向外扩散的过程中，番薯成为重要的口粮，保障其开展蓝靛、竹纸、陶器、渔业等多种经营生产。17世纪，番薯从中国经琉球群岛传入日本。18世纪，传入朝鲜半岛。:361:166
番薯成熟快，营养丰富，对土壤的适应力强，对田间管理要求低，因而在历史上经常扮演救济灾荒和提供粮食安全的角色。目前，番薯在发展中国家和地区是相当重要的作物，在发达国家则相对次要。自联合国粮农组织有统计（1961年）以来，中国大陆一直是全球番薯产量第一。1973年，中国大陆生产番薯1.31亿吨，全世界生产番薯1.53亿吨，均为历史最高。近年，中国大陆番薯产量逐渐降低，但仍占全球番薯总产量的一半以上。与此同时，非洲番薯产量快速增长，从2003年的1223万吨（全球产量的9%）增长至2023年的3116万吨（全球产量的33%）。欧洲是全世界番薯产量最低的大洲，常年不到全球产量的0.1%。

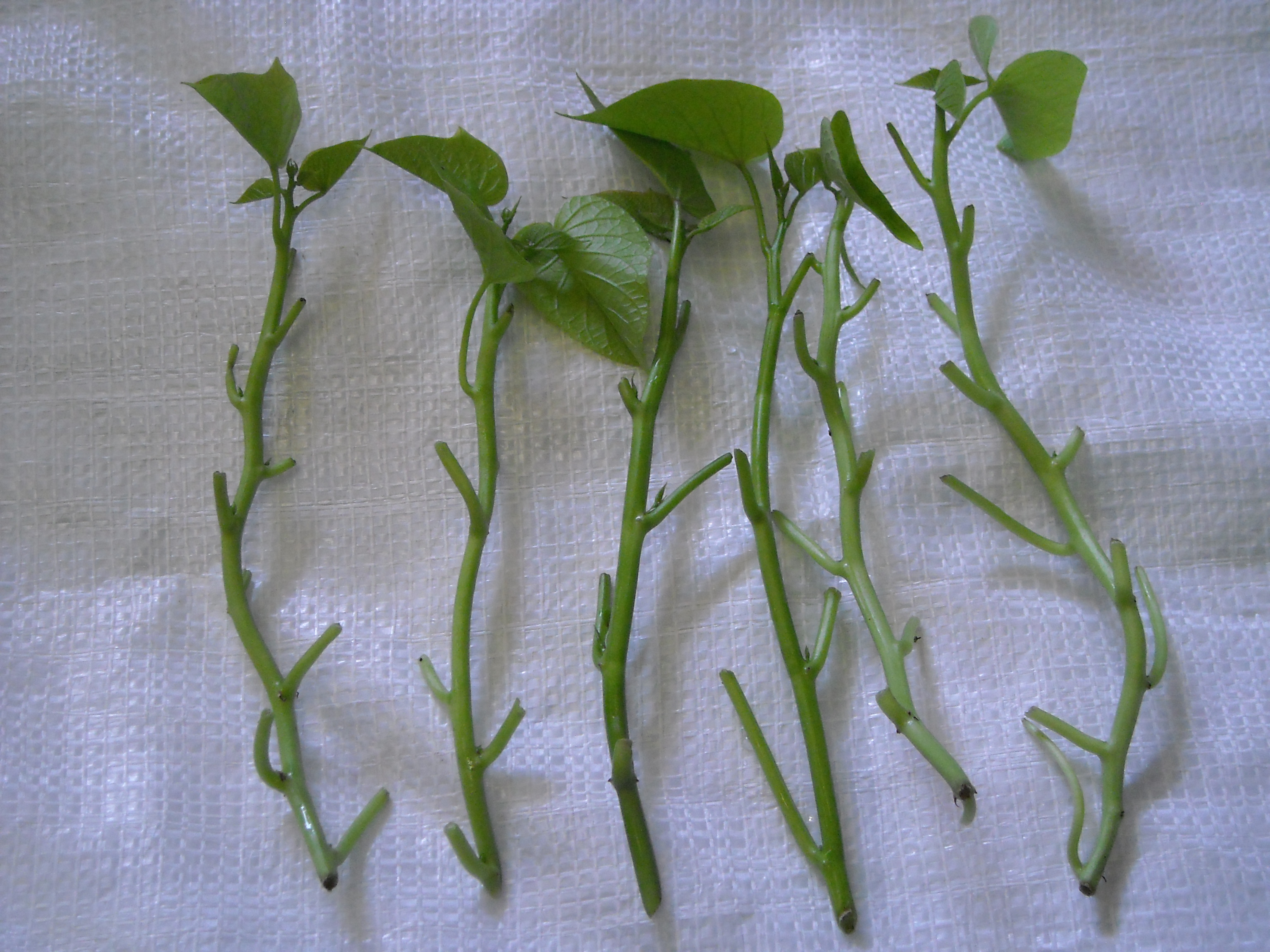
用來扦插的番薯藤（种苗）

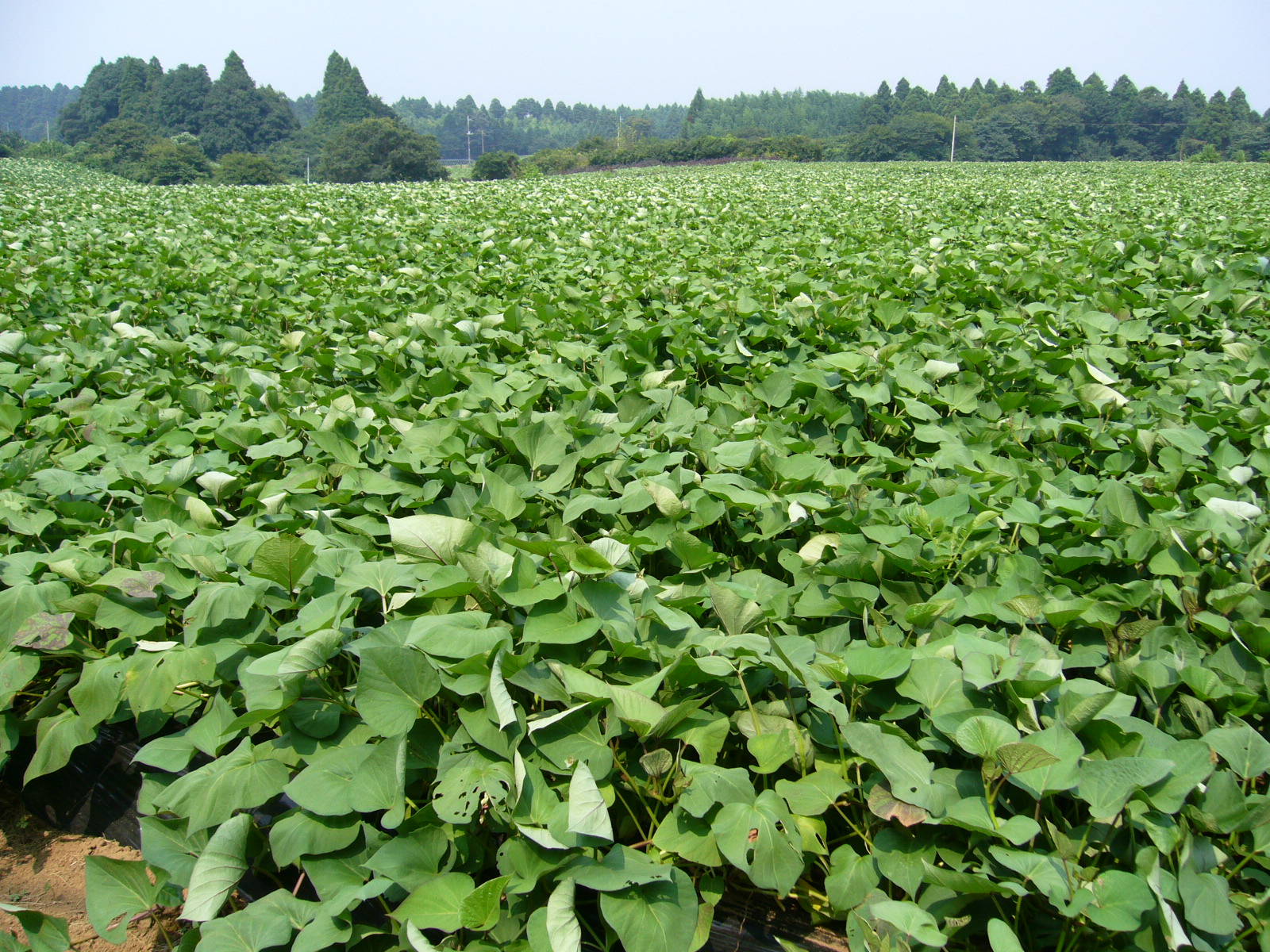
番薯田

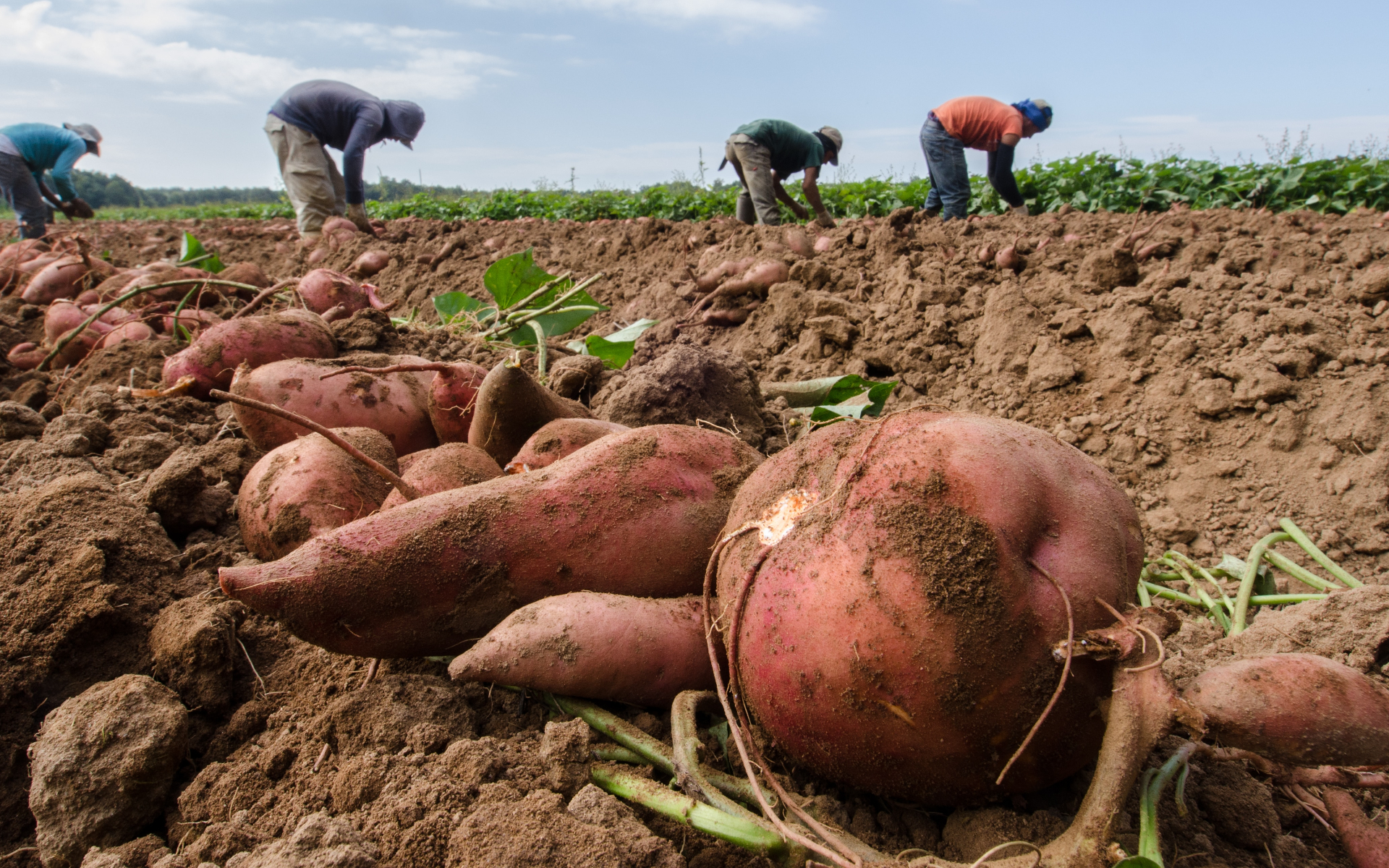
番薯的采收

| 国家                     | 产量（万吨） |
| ------------------------ | ------------ |
| 中国大陆                 | 5140.1       |
| 马拉维                   | 804.5        |
| 坦桑尼亚                 | 451.5        |
| 奈及利亞                 | 408.5        |
| 安哥拉                   | 199.8        |
| 全球                     | 9352         |
| 来源：联合国粮农组织[18] |              |

## 种植和贮藏
番薯性喜温暖，怕寒冷，尤忌霜冻，最适宜块根生长的温度为10—15厘米深处土温20—24℃；喜光照，怕阴；需水量大，耐干旱，怕涝渍；喜空气，不耐缺氧；对土壤的适应性强，各类土质皆可种植，耐酸碱性强。:23-25:168-169
除育种外，人们很少用到番薯的种子，主要通过无性繁殖来进行种植。育苗阶段，将种薯种在合适的温、湿度条件下，待其长出独立的秧苗。也可以将种薯育成的种苗插在苗圃里，进一步培养成壮苗。栽培阶段，将长20公分左右的秧苗插入土中。多采取垄作，以加厚土层，提高土壤通气度，增加透光，并有利于排水和灌溉。对田间管理的要求不高。:175
番薯块根没有明显的成熟期，条件适宜的情况下可以持续膨大，通常在平均气温下降到15℃后收获。其组织脆嫩，皮薄、水多，容易碰伤和腐烂。可以采取鲜薯贮藏手段，将块根堆积在窖里，控制温、湿度，以强制减缓其生理活动进程。也可以采取薯干贮藏手段，切片或刨丝后晒干，以长期保存。:176-177:54

## 应用
番薯有多种用途，可以用作染料和提取色素，可以用于工业发酵，制作酒精、酵母、单细胞蛋白质，还可以作为观赏植物，但最主要的用途还是作为人类的食物和动物的饲料。用番薯块根和藤叶来饲喂家畜（特别是猪）的做法在东亚地区尤为常见。中国大陆番薯产量常年占全球一半以上，其中又有一半以上用作动物饲料。

### 食品
番薯块根無需加工，直接加热即可食用。根据口感，可以将番薯分成粉质和泥质两大类。通常将番薯整个或切成块或片，蒸、煮、烘烤、油炸后制作成食品，或作为馅饼、甜点等的馅料。也可以将番薯简单蒸煮后制作成泥或装入罐頭，以提高保质期。番薯块根也可以进一步加工，制作成果酱、果冻、糖果（麦芽糖）、泡菜、软饮料、酒精饮料等食品，或制作成番薯淀粉，跟面粉或其他食用澱粉混合，用来制作面条、粉丝、饺子皮等。除块根之外，番薯的藤、叶也可以作为蔬菜食用。

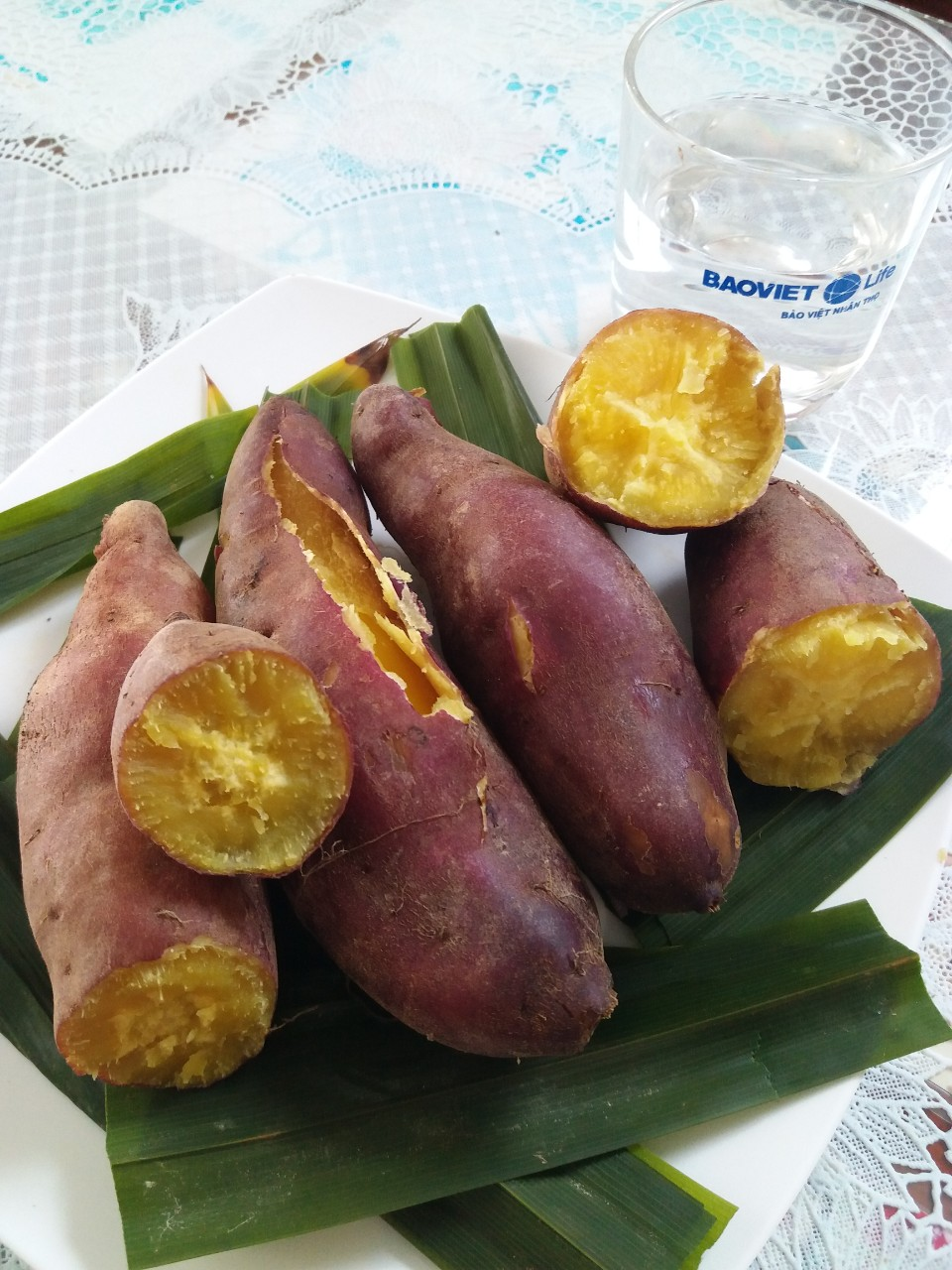
煮番薯
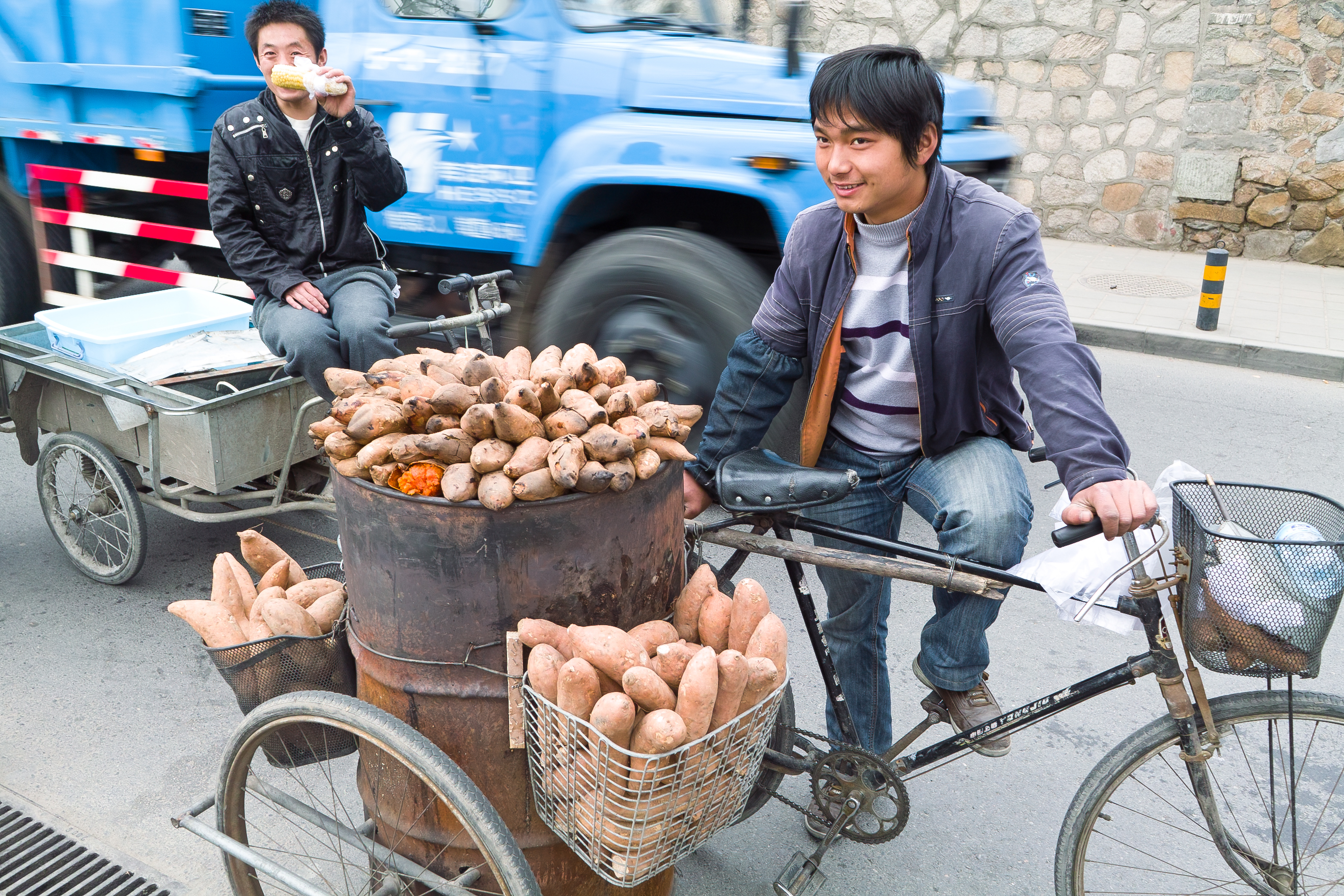
烤番薯
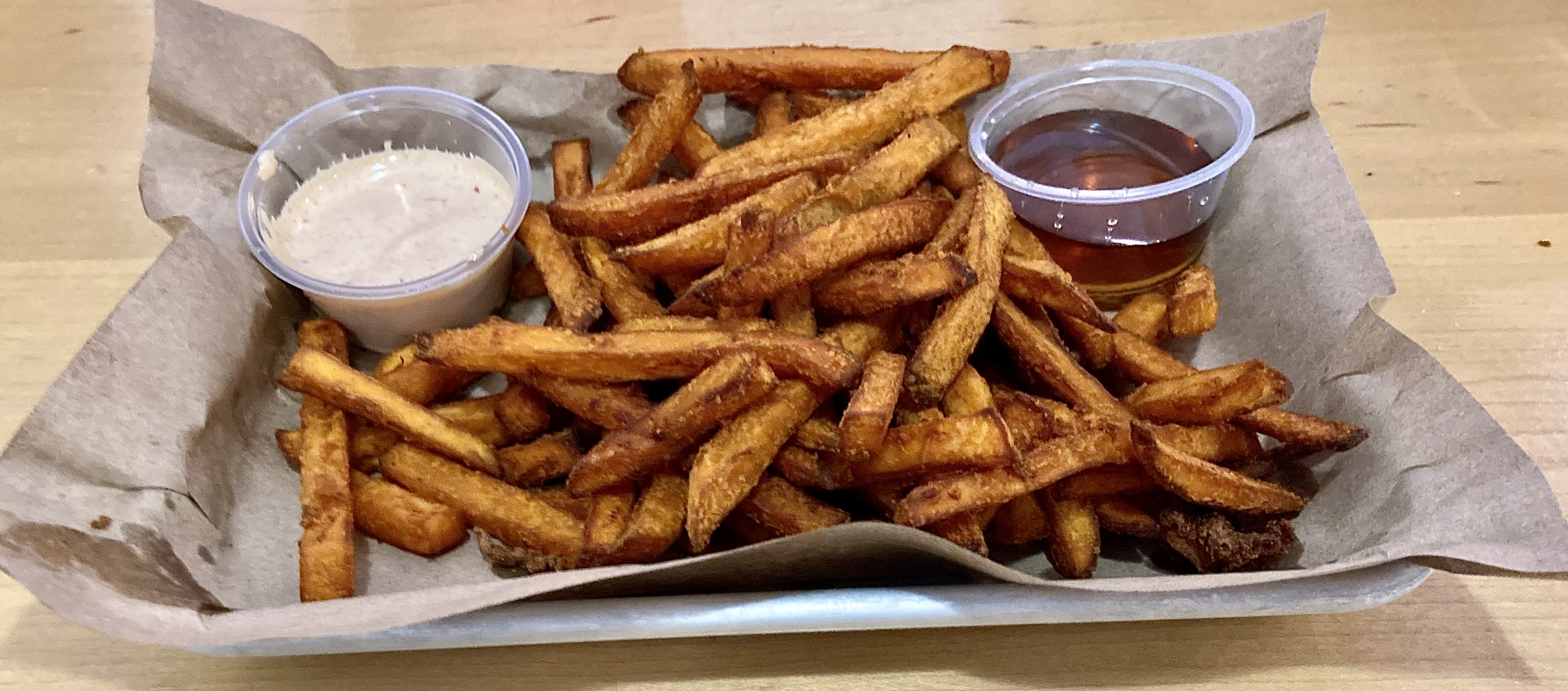
炸番薯条
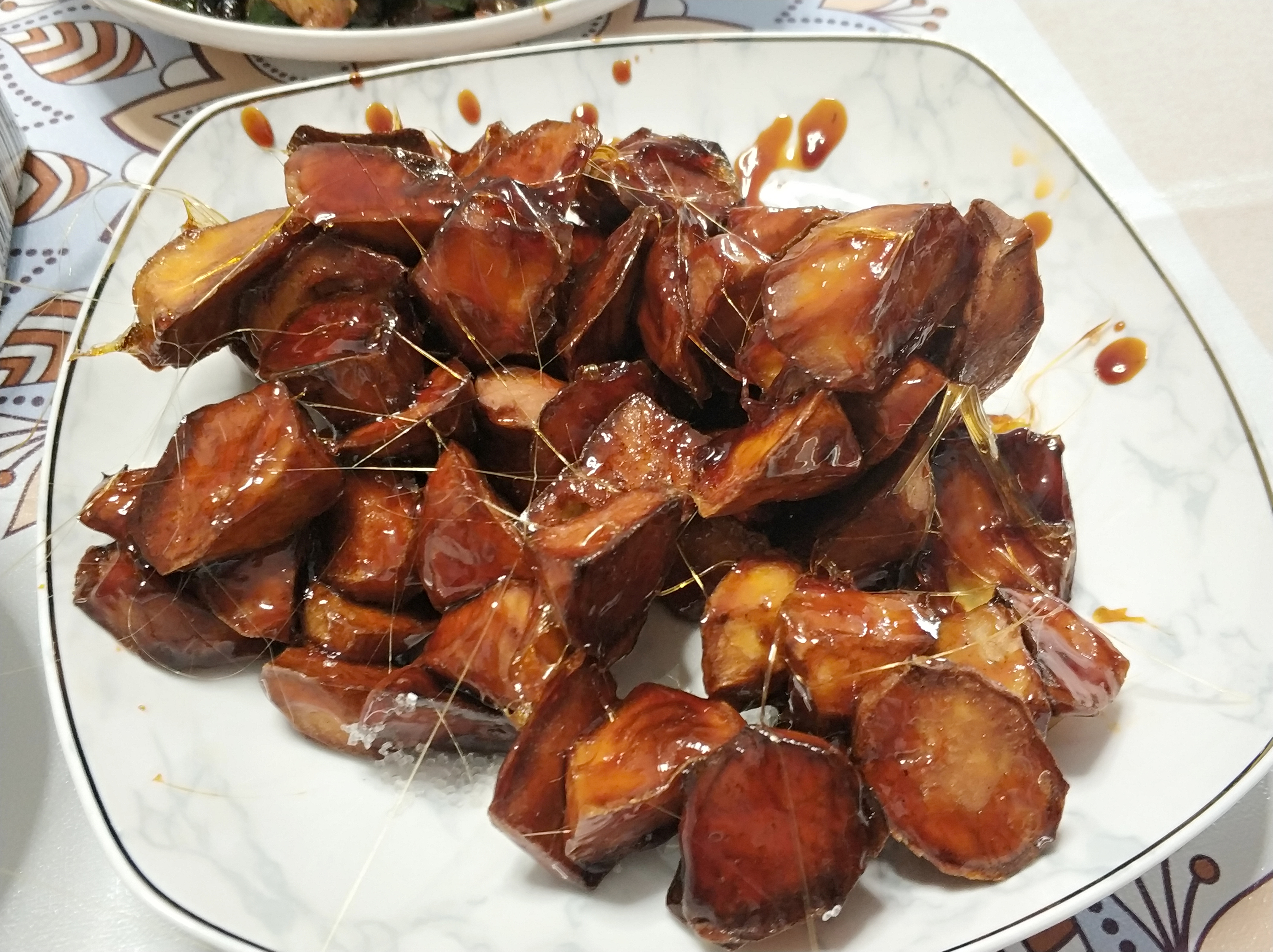
炸番薯块（拔絲地瓜）
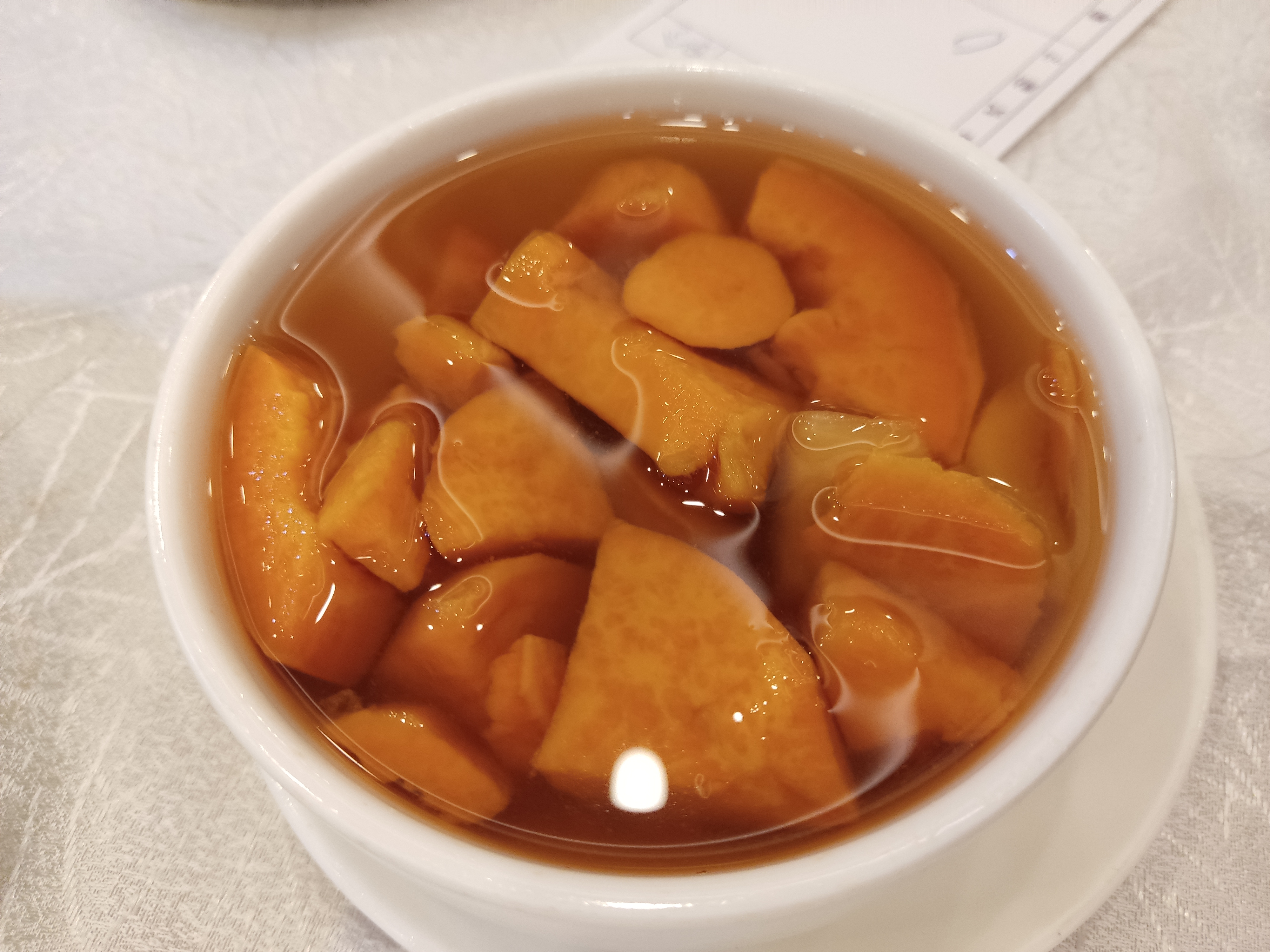
番薯糖水
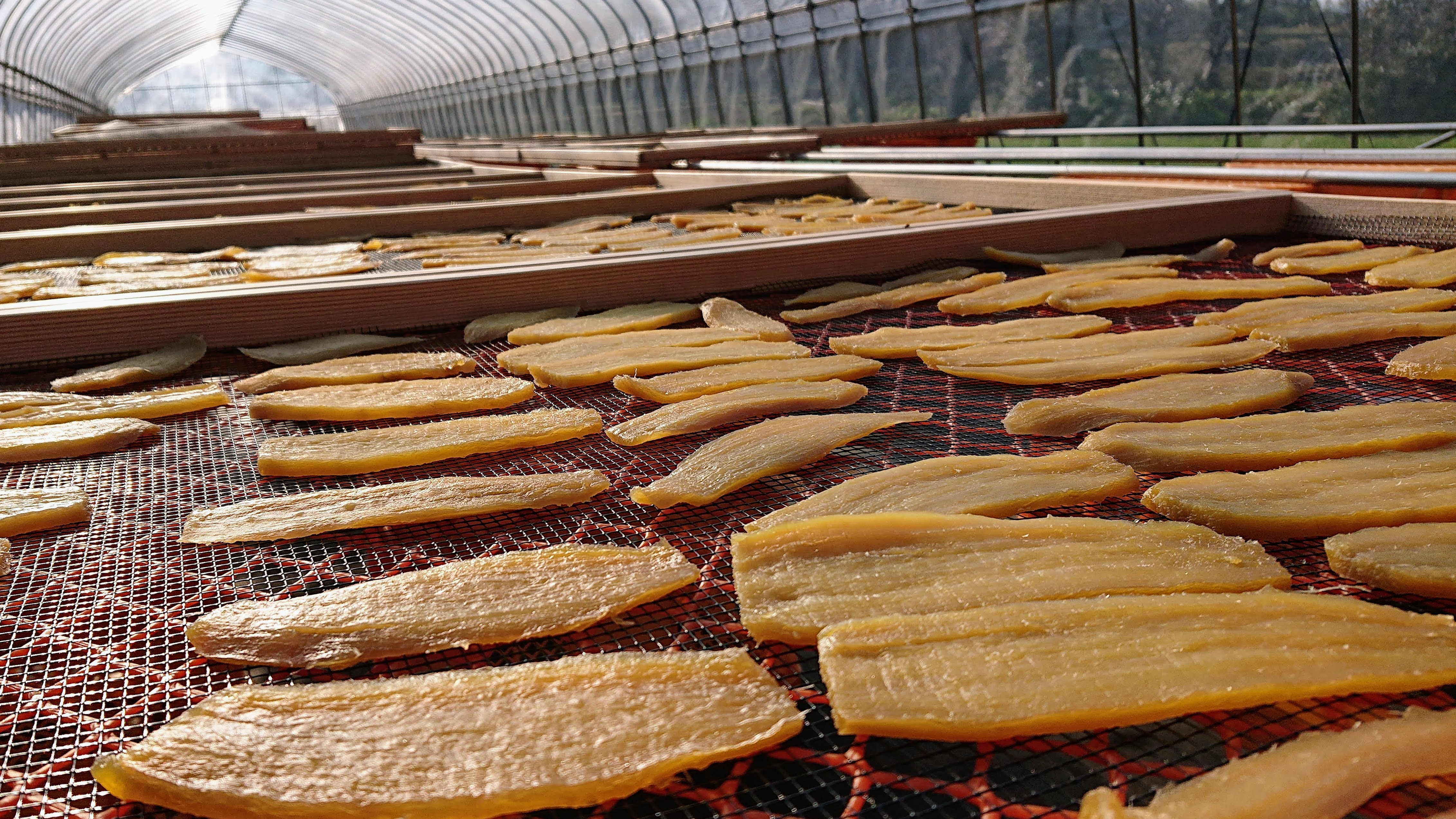
番薯干（蒸、晒）
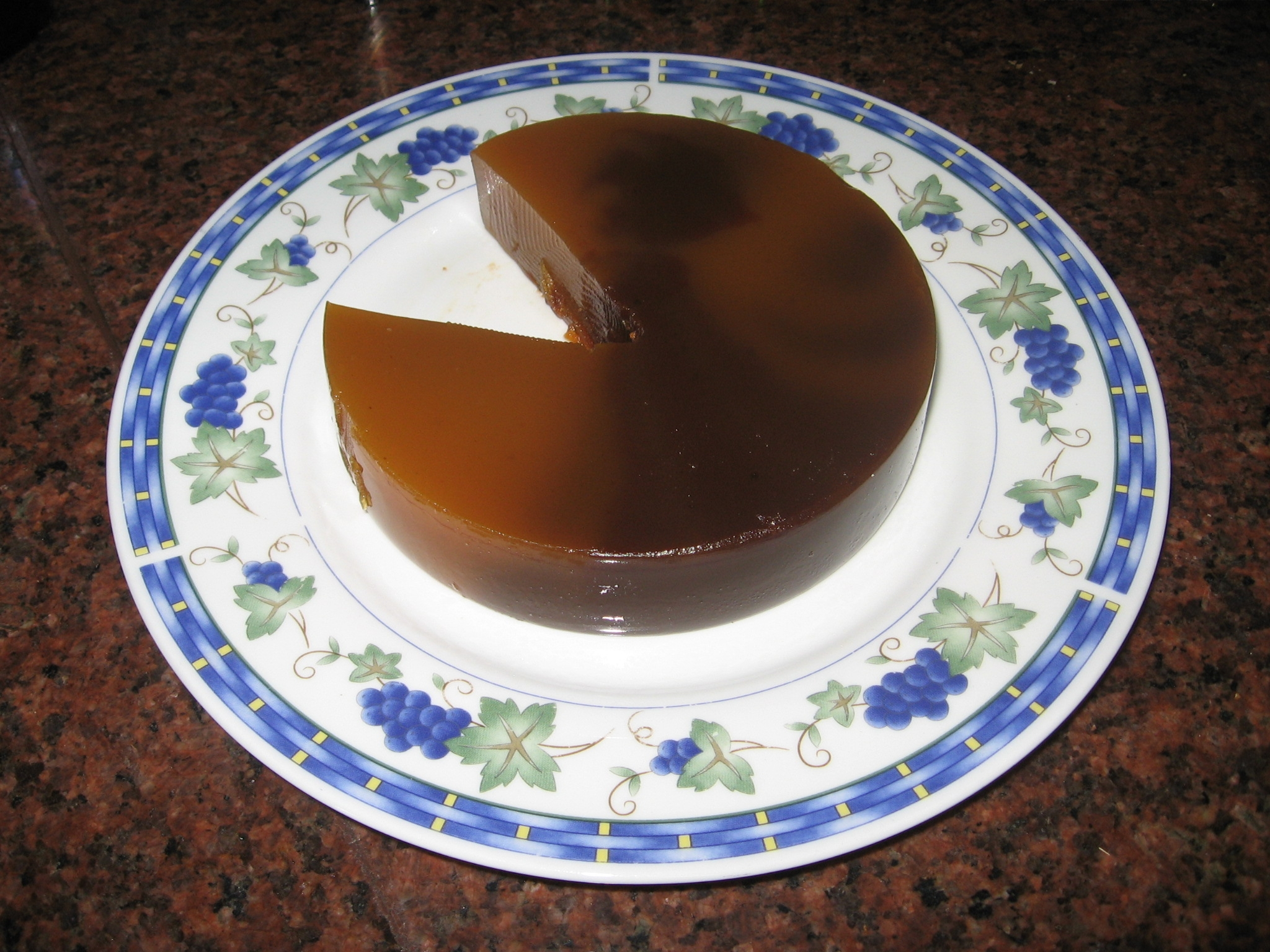
番薯制作的甜品
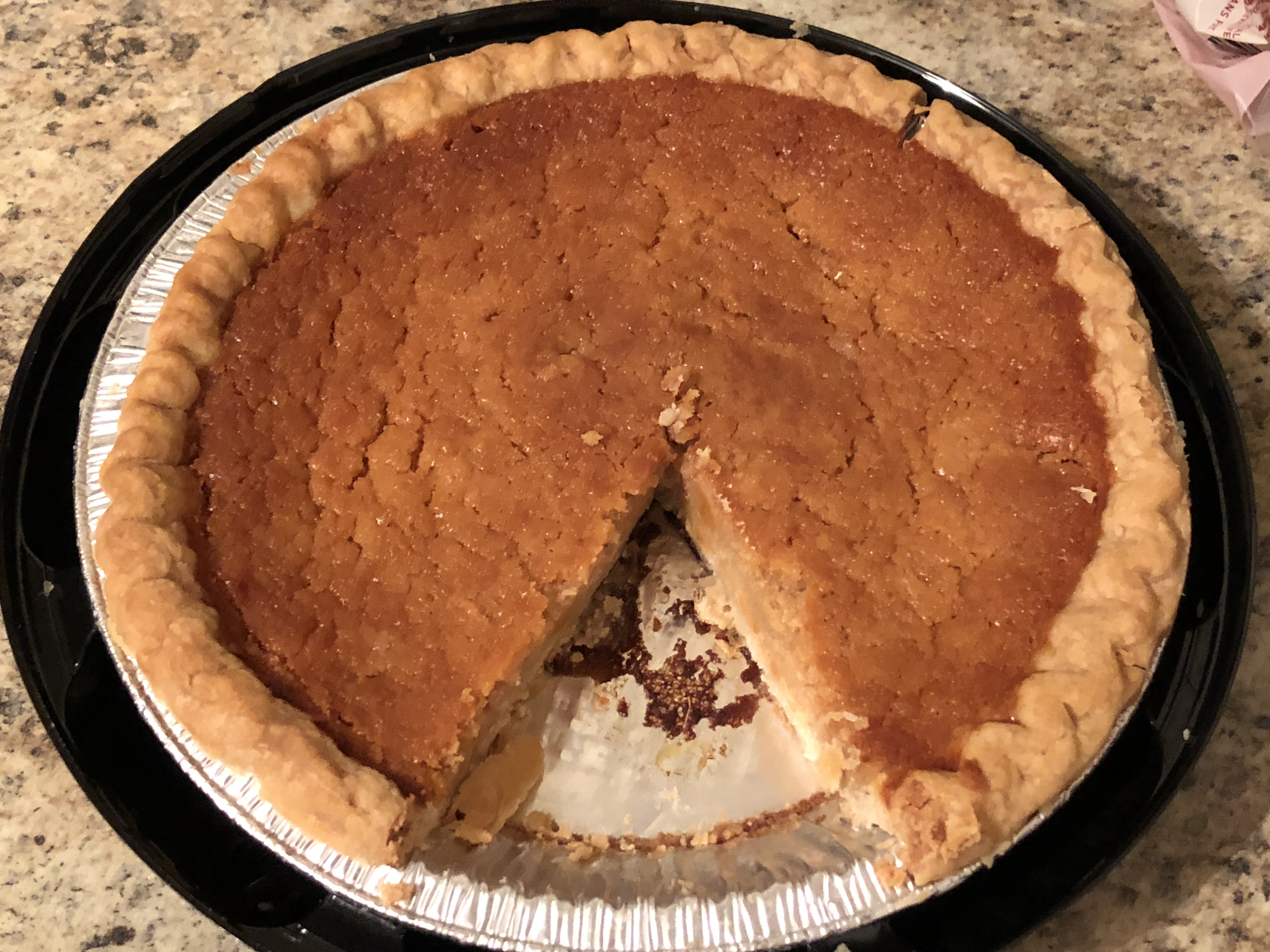
番薯派
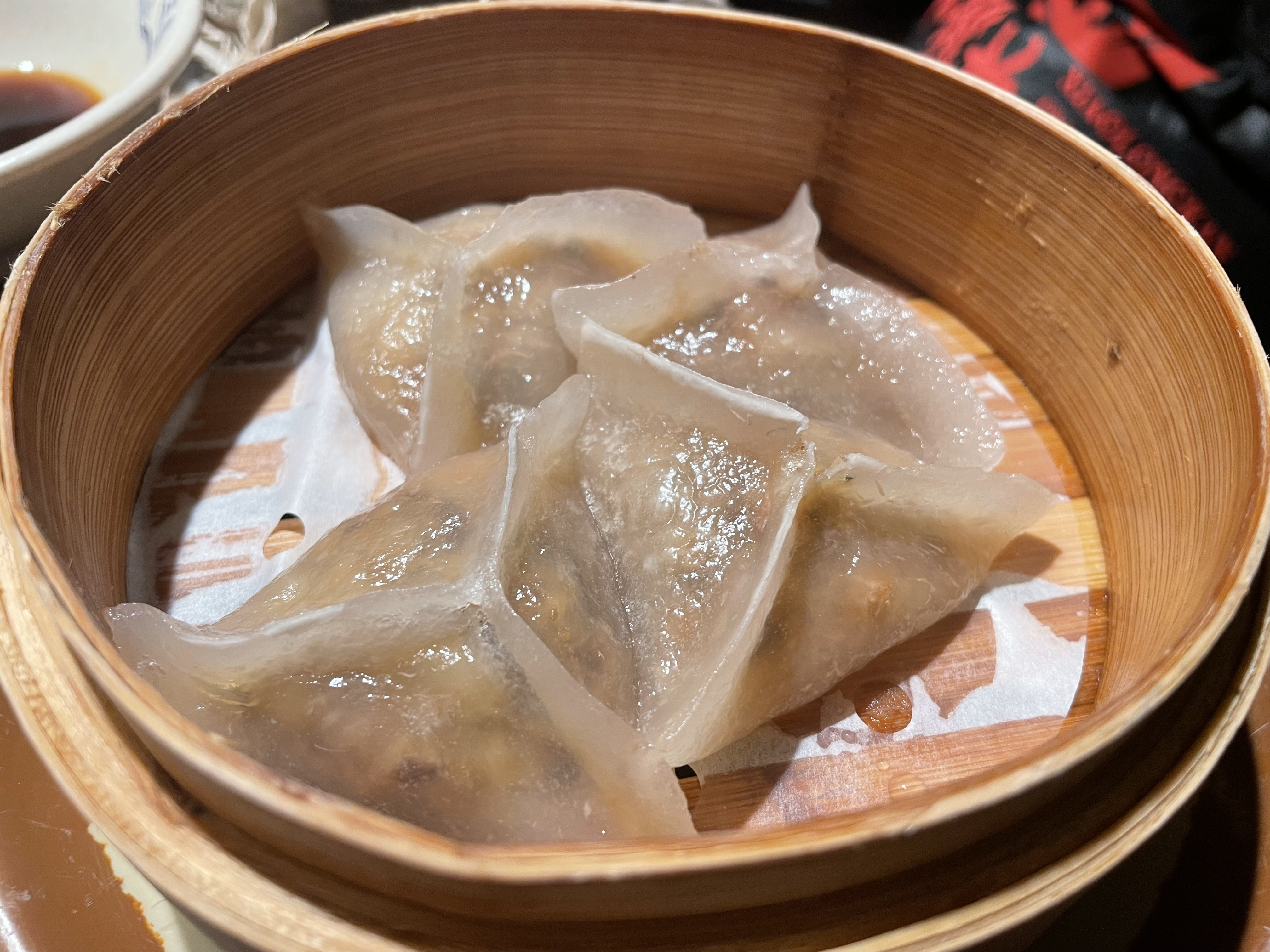
番薯淀粉制作的山粉饺
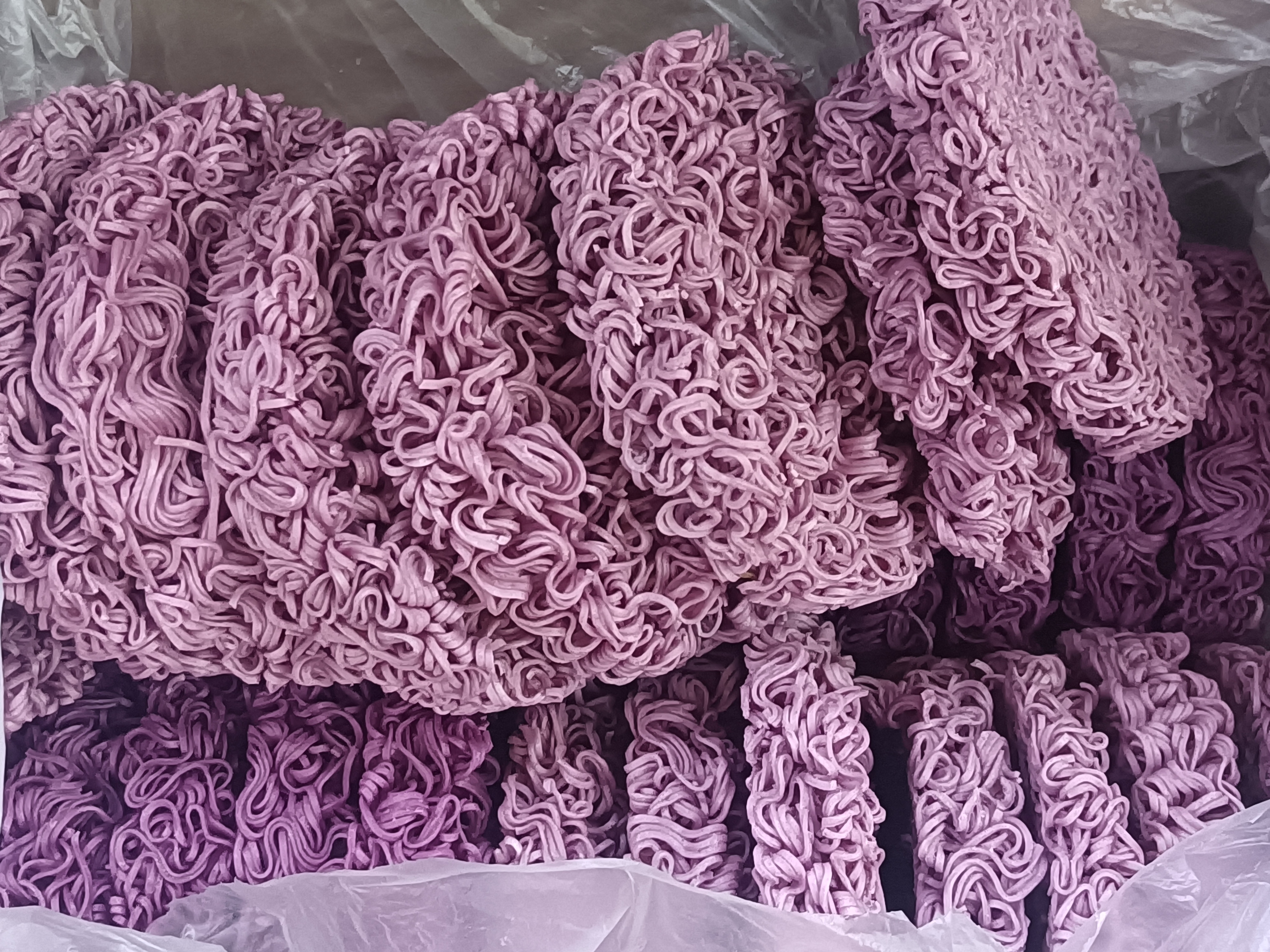
紫薯制作的方便面
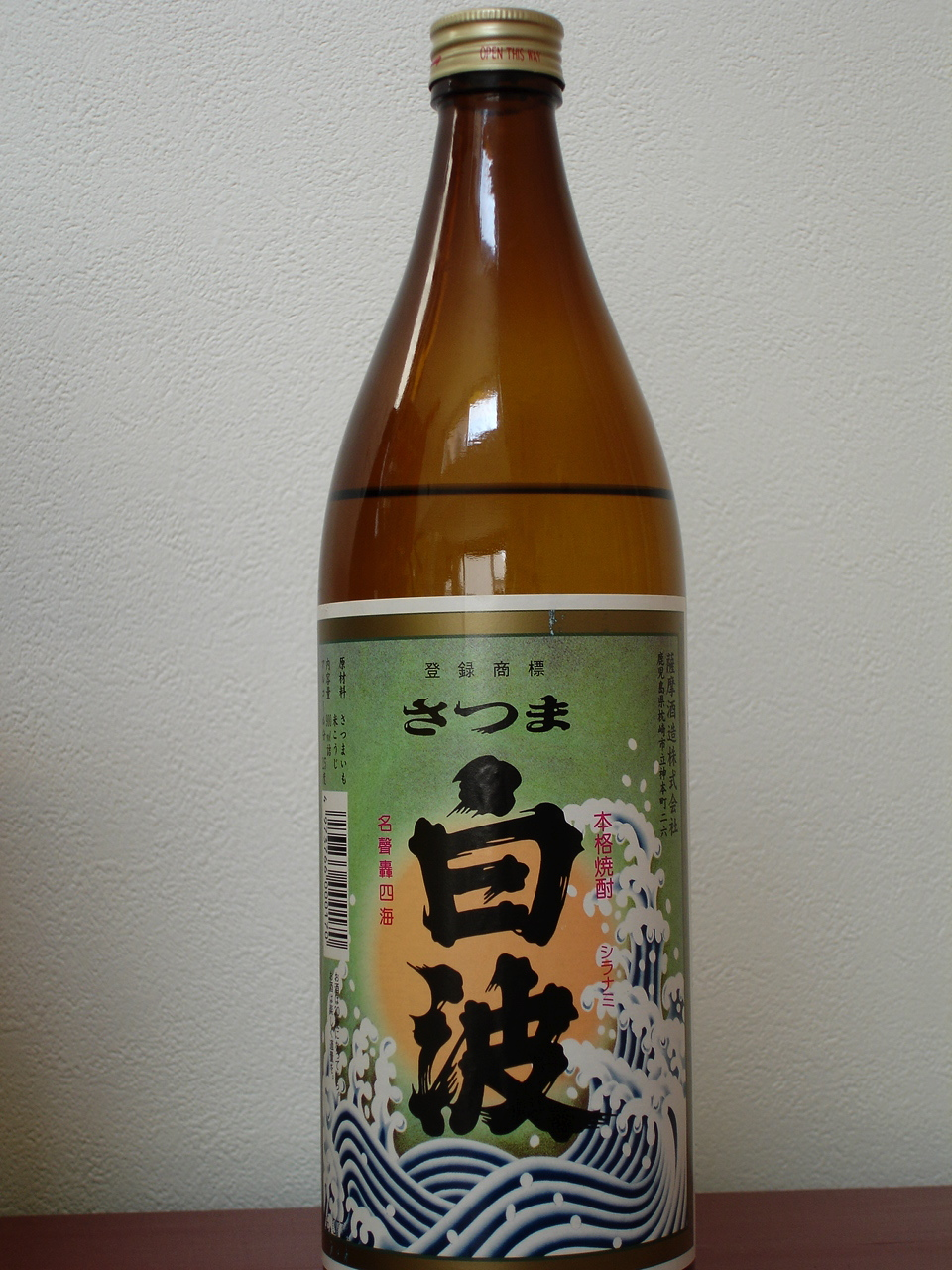
番薯酿造的燒酒
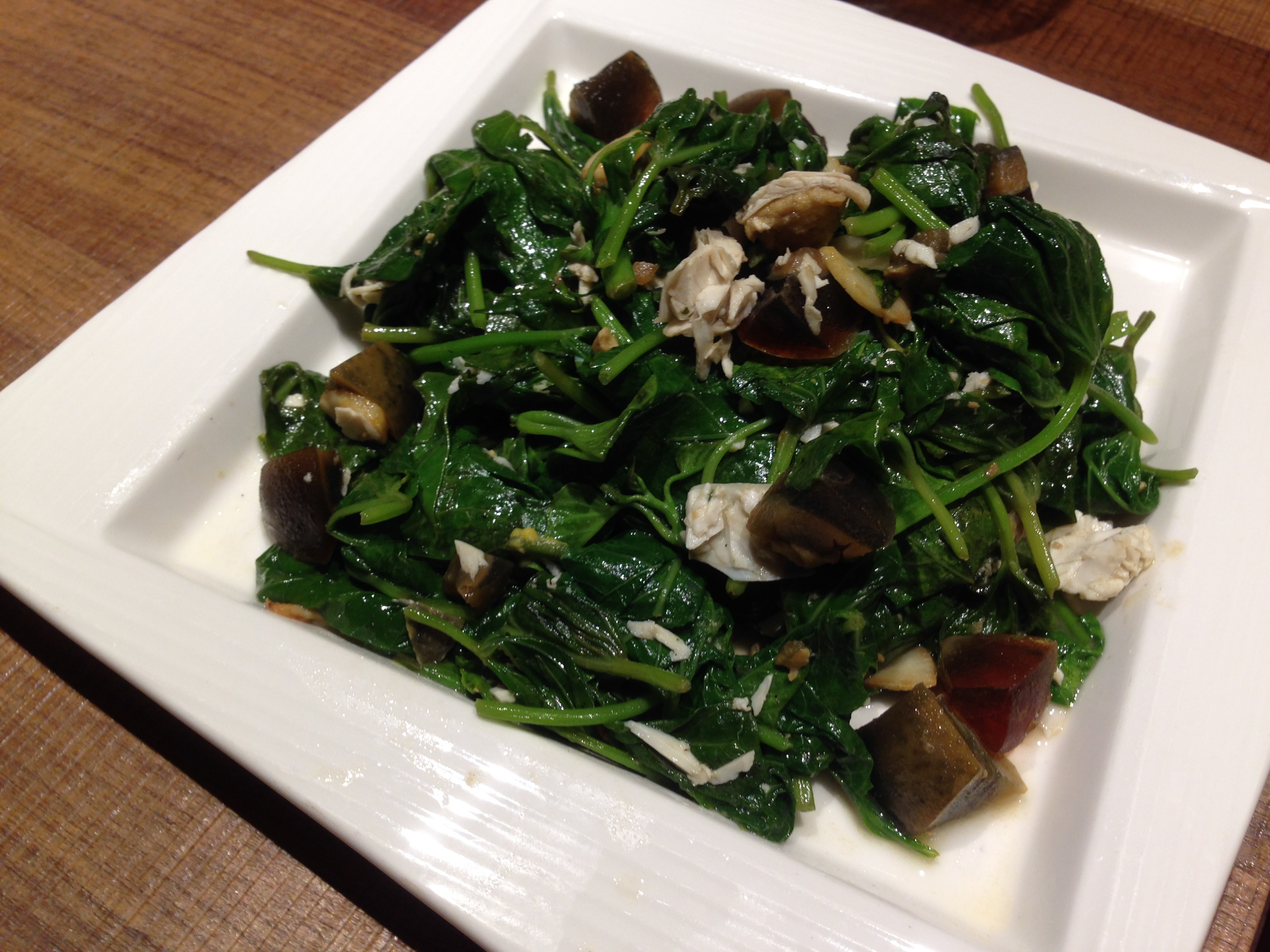
炒番薯葉

番薯块根的营养成分以淀粉为主，占鲜重的15—20%；蛋白質含量較其他穀物要低；脂肪含量低；热量低；膳食纤维丰富。红心番薯富含β-胡萝卜素，可以在人體内轉化為维生素A。玛丽亚·安德拉德、罗伯特·姆旺加、简·洛等农业科学家致力于在非洲培育和推广红心番薯，以帮助因缺乏维生素A而失明、腹泻、早夭的非洲儿童和孕妇，因此荣获2016年世界粮食奖。另一方面，番薯中的丰富纤维会延缓胃的排空，在大肠中被微生物发酵时会产生气体，碳水化合物则会刺激胃酸分泌，故胃肠功能较弱者不宜多吃。:169

## 文化
在非洲，人们把番薯视为“穷人的粮食”，这种污名化阻碍了番薯在非洲的推广。中国的闽南移民群体则崇尚番薯，认为其有强大的移植能力，在贫瘠的土地上也可以茁壮生长，以此自比。臺灣漢人更因台灣島的外形类似番薯，而自称“番薯人”。:367

## 外部連結
- 国际马铃薯中心（英文）
  - 国际马铃薯中心亚太中心（中文）